# Casilda Igarzábal
Casilda Igarzábal (1774- 1844) fue una patriota argentina, esposa de Nicolás Rodríguez Peña, uno de los principales líderes de la Revolución de Mayo. Es considerada una de las Patricias Argentinas.

## Biografía
Casilda Igarzábal nació en Buenos Aires, Virreinato del Río de la Plata, el 6 de abril de 1774, hija de Domingo de Igarzábal, alcalde de primer voto en 1812, a su vez hijo y nieto de cabildantes, y de Josefa Echeverría.
Contrajo matrimonio en mayo de 1805 con Nicolás Rodríguez Peña. Su residencia, una añosa quinta sita en el perímetro de las actuales calles Callao, Viamonte, Ayacucho y Charcas fue punto obligado de reunión de los partidarios de la emancipación, entre los que se contaron Manuel Belgrano, Feliciano Chiclana, Juan José Paso, Hipólito Vieytes, Manuel Alberti y Juan José Castelli entre otros.
Junto con las señoras de Riglos, Lasala, Castelli, Agrelo, etc. se contaba entre las más decididas patriotas.
Fueron ellas quienes en la mañana del 18 de mayo de 1810 se presentaron en el lugar (posiblemente en casa de Juan José Viamonte) donde se intentaba de convencer a Cornelio Saavedra de que había llegado el momento de la revolución. En esa ocasión Casilda Igarzábal se dirigió resueltamente al comandante de las milicias y le dijo "Coronel, no hay que vacilar, la Patria lo necesita para que la salve. Ya sabe usted lo que quiere el pueblo, y usted no puede volvernos la espalda y dejar perdidos a nuestros maridos, a nuestros hermanos y a todos nuestros amigos".
Una de las decisiones adoptadas por el cabildo abierto del 25 de mayo de 1810 ordenaba a la Junta Gubernativa disponer el envío de una expedición a las provincias del interior con el objeto formal de asegurar la libertad en la elección de diputados que las representarían en el gobierno. Más allá de esa justificación razonable, era preciso evitar con rapidez la formación y consolidación de núcleos contrarrevolucionarios y demostrar a los partidarios en el interior del movimiento emancipador que serían sostenidos con decisión y preservados en sus vidas y hacienda por el nuevo gobierno.
El primer objetivo de la Expedición Auxiliadora sería la provincia de Córdoba, donde se organizaba la resistencia alrededor del héroe de la reconquista Santiago de Liniers.

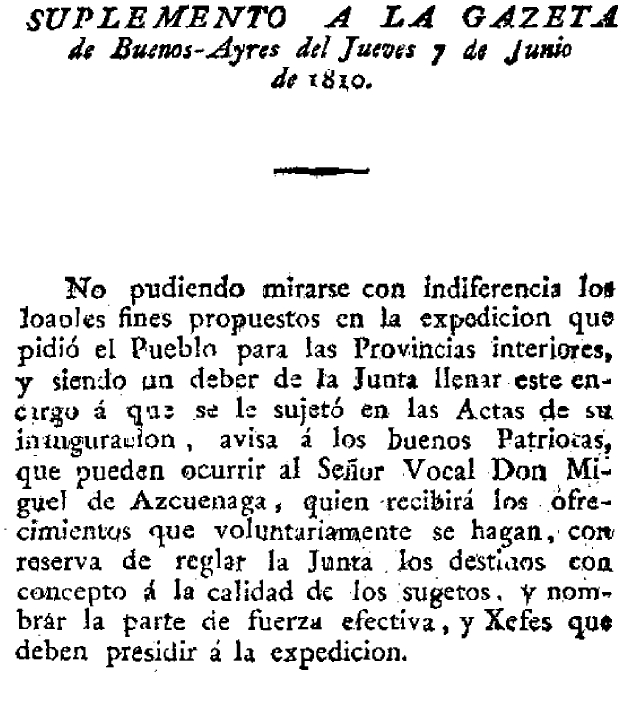
Resolución del 7 de junio de 1810.

El Cabildo del 25 de mayo había asignado recursos para organizar el nuevo ejército: los sueldos del Virrey Baltasar Hidalgo de Cisneros y de otros altos empleados de su administración. No obstante, sea por resultar insuficientes, o como medio para movilizar y comprometer a los vecinos con la causa, se inició una suscripción pública. 

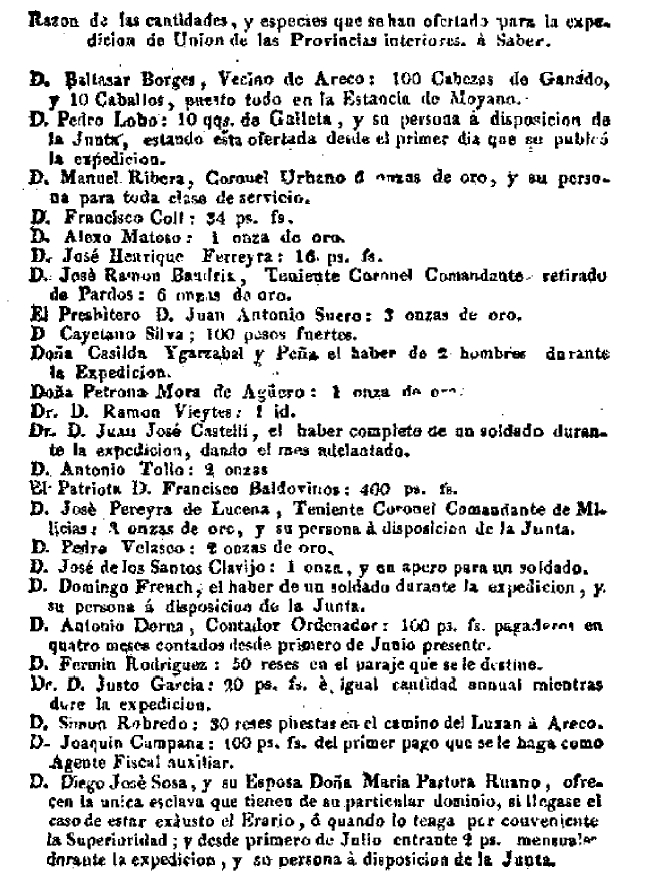
Lista de suscriptores.

El 7 de junio la Gazeta de Buenos Aires publicó una resolución en los siguientes términos: "No pudiendo mirarse con indiferencia los loables fines propuestos en la expedición que pidió e pueblo para las provincias interiores, y siendo un deber de la Junta llenar este encargo  a que se le sujetó en las actas de su inauguración, avisa a los buenos patriotas que pueden concurrir al señor Vocal don Miguel de Azcuénaga, quien recibirá los ofrecimientos que voluntariamente se hagan, con reserva de reglar la Junta los destinos, con concepto a la calidad de los sujetos y nombrar la parte de fuerza efectiva y jefes que deben presidir la expedición".
Iniciada la suscripción para la también llamada "expedición de Unión de las Provincias interiores" la primera patricia que aparece en la lista de donativos publicada por La Gaceta es Casilda Ygarzabal y Peña contribuyendo "con el haber de dos hombres durante la expedición"
Con esos donativos y los que se hicieron en varias provincias, un mes después la Junta pasaba revista en Monte Castro a más de mil hombres.
Tanto en los años previos como en los que siguieron a la Revolución de Mayo estuvo al lado de su marido a quien "acompañó en sus trabajos, en sus zozobras y en el triunfo de sus ideales, con entusiasmo y con una entereza que conservó en medio de las agitaciones y contrastes que por tantos años pasó este país"
Fue socia fundadora de la Sociedad de Beneficencia organizada por Bernardino Rivadavia, ministro del gobernador Martín Rodríguez, tras disolver la Hermandad de la Santa Caridad. Presidida por Mercedes Lasala de Riglos e integrada entre otras por Juana del Pino de Rivadavia, hija del ex Virrey y esposa del Ministro, María Rosario Azcuénaga, Bernardina Chavarría de Viamonte, esposa del general y Mariquita Sánchez, la Sociedad se hizo cargo de todas las instituciones de bien público destinadas a mujeres y niños, que hasta ese entonces habían regenteado las Órdenes y Hermandades, incluida la Casa de Expósitos. Casilda Igarzábal presidió la Sociedad de Beneficencia entre el 4 de febrero de 1838 y febrero de 1840 cuando renunció, probablemente en razón de que el gobierno de Juan Manuel de Rosas no sería afecto a su gestión por la oposición que le hizo su hijo Jacinto Rodríguez Peña, partícipe de la conspiración de Ramón Maza.
Falleció en su ciudad natal el 31 de julio de 1844 y fue sepultada en el Cementerio de la Recoleta.
Una escuela de Villa Santa Rita en la ciudad de Buenos Aires lleva su nombre, así como una calle en Villa Bordeu, Bahía Blanca.
En el Museo Histórico Brigadier General Cornelio de Saavedra se conserva una mantilla de su propiedad.

## Versión audible
- Datos: Q5756147